# 홀트아동복지회

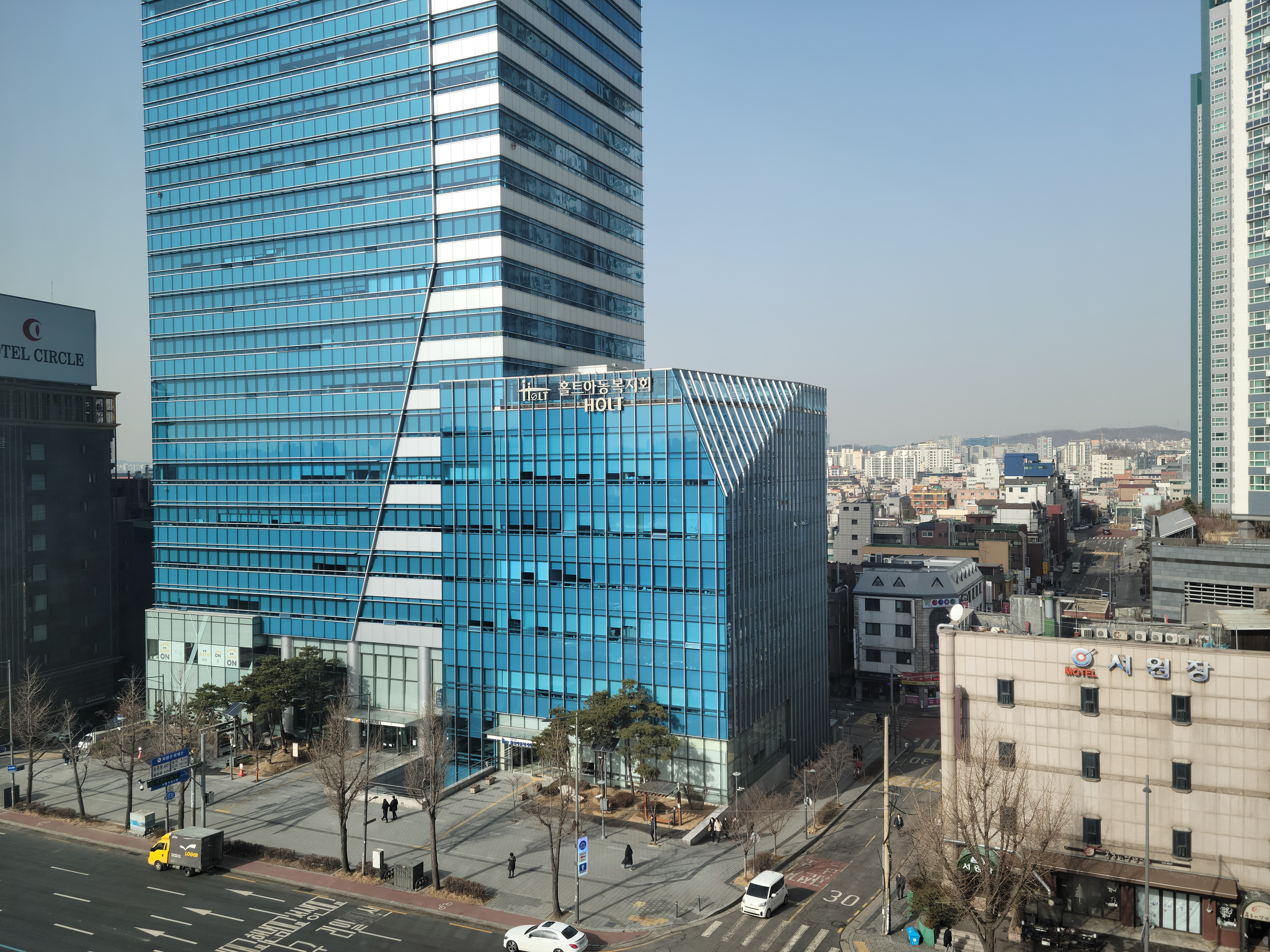
서울시 마포구 양화로 19(서울시 마포구 합정동 471)에 위치한 홀트아동복지회

1955년에 설립된 홀트아동복지회는 ‘아동복지’라는 단어조차 낯선 불모의 땅에서 아이들을 지키고 보호하기 위해 아동복지사업을 시작하였습니다. 1963년 중증 장애아동의 재활과 보호를 위해 ‘일산원’(현 홀트일산복지타운)을 설립하여 국내 장애인복지의 포문을 열었습니다. 1972년에는 미혼모가 안정적으로 자녀를 양육하고 자립을 준비할 수 있도록 미혼모 상담을 실시하여 오늘날의 한부모복지사업을 선도하고 있습니다.
또한 시대 변화에 따른 복지 욕구를 반영하기 위해 지역사회복지사업에도 힘을 쏟아 전국에 종합사회복지관을 운영하여 지역주민의 행복한 삶에 기여하고 있습니다. 홀트아동복지회는 오늘도 35개 국내 시설과 해외 4개국 4개 해외사업장, 그리고 도움의 손길을 기다리는 복지 현장을 발로 뛰며 더 나은 세상을 위해 그들과 함께하고 있습니다.

## 사업안내

### 아동청소년복지
아동양육시설과 공동생활가정에서 생활하는 시설청소년과 보호기간 종료로 인해 자립을 준비해야 하는 청년을 대상으로 건강한 자립을 돕고 있습니다. 또한 빈곤 및 학대, 위기상황 등으로 긴급지원이 필요한 아동과 가정을 위한 통합지원을 실시하고 있습니다. 외에도 아동·청소년의 학업능력 향상 및 심리적 안정을 위한 교육·심리정서지원, 학대피해아동지원 및 보호가 필요한 아동을 대상으로 아동보육을 추진하고 있습니다.

### 한부모가족복지
미혼한부모의 안정된 아동 양육 지원 및 자녀 및 건강한 성장을 위해 아동의 연령 별 물품지원 및 돌잔치 지원을 진행하고 있습니다. 또한 위기상황으로 긴급지원이 필요한 미혼모와 아기를 대상으로 의료·양육·생계·주거·심리상담을 제공하여 건강한 일상생활 회복을 지원합니다. 외에도 한부모의 경제적 자립을 위한 맞춤형 교육훈련과 심리상담지원을 실시하고 있으며 한부모의 생활환경 지원을 위한 한부모가족복지시설 운영 및 인식개선사업을 추진하고 있습니다.

### 장애인복지
장애인복지 향상을 위해 장애인유형별 거주시설(홀트일산복지타운)과 중증장애인 거주시설(홀트일산요양원)을 운영하며 안정적인 주거 환경을 제공하고 있습니다. 또한 장애인들이 사회구성원으로 통합될 수 있도록 맞춤형 재활지원을 하고 있으며, 경제적 자립을 희망하는 장애인에게 지역사회 참여 기회를 제공하기 위해 장애인보호작업장을 운영하며 취업지원을 실시하고 있습니다. 외에도 장애아동·청소년들에게 교육의 기회를 제공하기 위해 특수학교를 설립하여 운영하며 학생들의 취업활동 지원도 적극적으로 추진하고 있습니다.

### 지역사회복지
지역사회의 다양한 문제를 해결하고, 지역 주민들의 행복한 삶과 도움이 필요한 이웃들을 지원하기 위해 종합사회복지관을 운영하고 있습니다.

### 가족복지
가족의 안정성 강화와 가족관계 증진을 위해 가족교육·상담·문화·돌봄 등을 지원하며, 취약·위기 가족 및 결혼이민자 가족을 위한 다양한 지원사업으로 다문화가족의 안정적인 정착과 가족생활을 지원하고 있습니다.

### 영유아보육
어린이들이 바른 인성을 기르고, 다양한 활동을 통해 건강하게 자랄 수 있도록 돕고 있습니다.

### 국제개발협력
몽골, 캄보디아, 네팔, 탄자니아 등 해외취약 아동의 건강한 성장을 목표로 국제개발협력사업을 실시하고 있습니다. 아동 연령에 따라 보육 및 교육 프로그램을 지원하고 아동의 인권 보호와 부모교육, 보건위생 서비스를 함께 제공하고 있습니다.

## 후원안내

### ‘사랑을 행동으로’ 홀트와 함께해주세요
홀트아동복지회는 아동이 건강한 가정에서 행복하게 자랄 수 있도록 가정이 필요한 아이들에게 새로운 가정을 찾아주고, 위기가정과 미혼한부모가정의 아이들이 어려움에 놓이지 않도록 생계, 주거, 의료, 교육 등 다양한 사업과, 자립준비청년, 미혼한부모, 장애인의 자립을 돕는 사업을 진행하고 있습니다.

### 후원자님을 위한 서비스
홀트아동복지회의 정기후원자가 되시면 신규 후원자 감사패키지, 뉴스레터, 정기우편물, 후원기념일 감사서신, 후원금 사용 결과보고 내용 등을 받아보실 수 있습니다.

### 후원안내
후원금 납부는 정기후원과 일시후원 중에 선택이 가능하며 국내·해외·결연·고액·기업·교회·특별한 후원 중 희망하시는 후원종류를 선택하실 수 있습니다. 보내주신 후원금은 도움이 필요한 국내위기아동, 한부모가정, 장애인과 지역주민, 해외취약 아동을 위해 사용됩니다.